# Daniel Huling
Daniel « Dan » Huling (né le 16 juillet 1983 à Geneva) est un athlète américain, spécialiste du 3 000 m steeple. 

## Biographie
Il atteint la finale des championnats du monde 2015 à Pékin. 

### Palmarès
| Date | Compétition           | Lieu  | Résultat | Épreuve         | Performance   |
| ---- | --------------------- | ----- | -------- | --------------- | ------------- |
| 2009 | DécaNation            | Paris | 1re      | 3 000 m steeple | 8 min 47 s 14 |
| 2015 | Championnats du monde | Pékin | 5e       | 3 000 m steeple | 8 min 14 s 39 |

### Records
| Épreuve         | Performance   | Lieu     | Date           |
| --------------- | ------------- | -------- | -------------- |
| 3 000 m steeple | 8 min 13 s 29 | Lausanne | 8 juillet 2010 |